# Gasna konstanta
| Vrednost          | Jedinica    |
| ----------------- | ----------- |
| 8.3144621 (75)    | J K−1 mol−1 |
| 5.189 1019        | K−1         |
| 0.08205746 (14)   | atm K−1     |
| 1.9858775 (34)    |             |
| 8.314472 (15) 107 | ерг         |
| 8.314472 (15)     |             |
| 8.314472 (15)     | 3           |
| 8.314472 (15)     | 3           |
| 8.314472 10-5     | 3           |
| 8.205746 10-5     | 3           |
| 82.05746          | 3           |
| 84.78402 10-6     | 3           |
| 8.314472 10-2     |             |
| 62.36367 (11)     |             |
| 62.36367 (11)     |             |
| 6.132440 (10)     | −1          |
| 1545.34896 (3)    | −1          |
| 10.73159 (2)      | 3           |
| 0.7302413 (12)    |             |
| 1.31443           |             |
| 998.9701 (17)     |             |
| 1.986             |             |

Gasna konstanta ili univerzalna gasna konstanta, je fizička konstanta, koja je vezana za jednačinu stanja idealnog gasa. Ona ima jednaku vrednost kao Bolcmanova konstanta, samo što je izražena u jedinicama za energiju. Njena vrednost je:
{\displaystyle R=8,314\,472(15)~{\frac {\mathrm {J} }{\mathrm {mol~K} }}}
Dva broja u zagradi predstavljaju standardnu devijaciju vrednosti. 
Jednačina stanja idealnog gasa glasi:
{\displaystyle PV=nRT\,\!}
ge je P – apsolutni pritisak gasa, V – zapremina gasa (3), n – broj molova u gasu i T - apsolutna temperatura. Gasna konstanta ima iste jedinice kao molarna entropija.

## Odnos sa Bolcmanovom konstantom
Bolcmanova konstanta  se ponekad može koristiti umesto gasne konstante:
{\displaystyle \qquad R=N_{\rm {A}}k_{\rm {B}},\,}
gde je  – Avogadrov broj. Onda jednačina stanja idealnog gasa sa Bolcmanovom konstantom glasi:
{\displaystyle pV=Nk_{\rm {B}}T.\,\!}

## Specifična gasna konstanta
| za suvi vazduh                                                       | Jedinice |
| -------------------------------------------------------------------- | -------- |
| 286,9                                                                |          |
| 53,3533                                                              |          |
| 1716,59                                                              |          |
| Zasniva se na srednjoj molarnoj masi suvog vazduha koja je 28,9645 . |          |

Specifična gasna konstanta vazduha ili smeše gasova je data sa gasnom konstantom ako se podeli sa molarnom masom (M) gasa ili smese:
{\displaystyle R_{\rm {specific}}={\frac {R}{M}}}
Specifična gasna konstanta može biti povezana sa Bolcmanovom konstantom :
{\displaystyle R_{\rm {specific}}={\frac {k_{\rm {B}}}{m}}}
Jedan važan odnos proizlazi iz termodinamike, koji vezuje specifičnu gasnu konstantu sa specifičnim toplotnim kapacitetom pri stalnom pritisku (p) i pri stalnoj zapremini (V):
{\displaystyle R_{\rm {specific}}=c_{\rm {p}}-c_{\rm {v}}\ }
gde je:  - specifični toplotni kapacitet pri stalnom pritisku i  - specifični toplotni kapacitet pri stalnoj zapremini.